# Грязевой вулкан
Грязевой вулкан — геологическое образование, представляющее собой отверстие или углубление на поверхности земли (сальза) либо конусообразное возвышение с кратером (грязевая сопка), макалуба, из которого постоянно или периодически на поверхность Земли извергаются грязевые массы и газы, часто сопровождаемые водой и нефтью.

## Описание

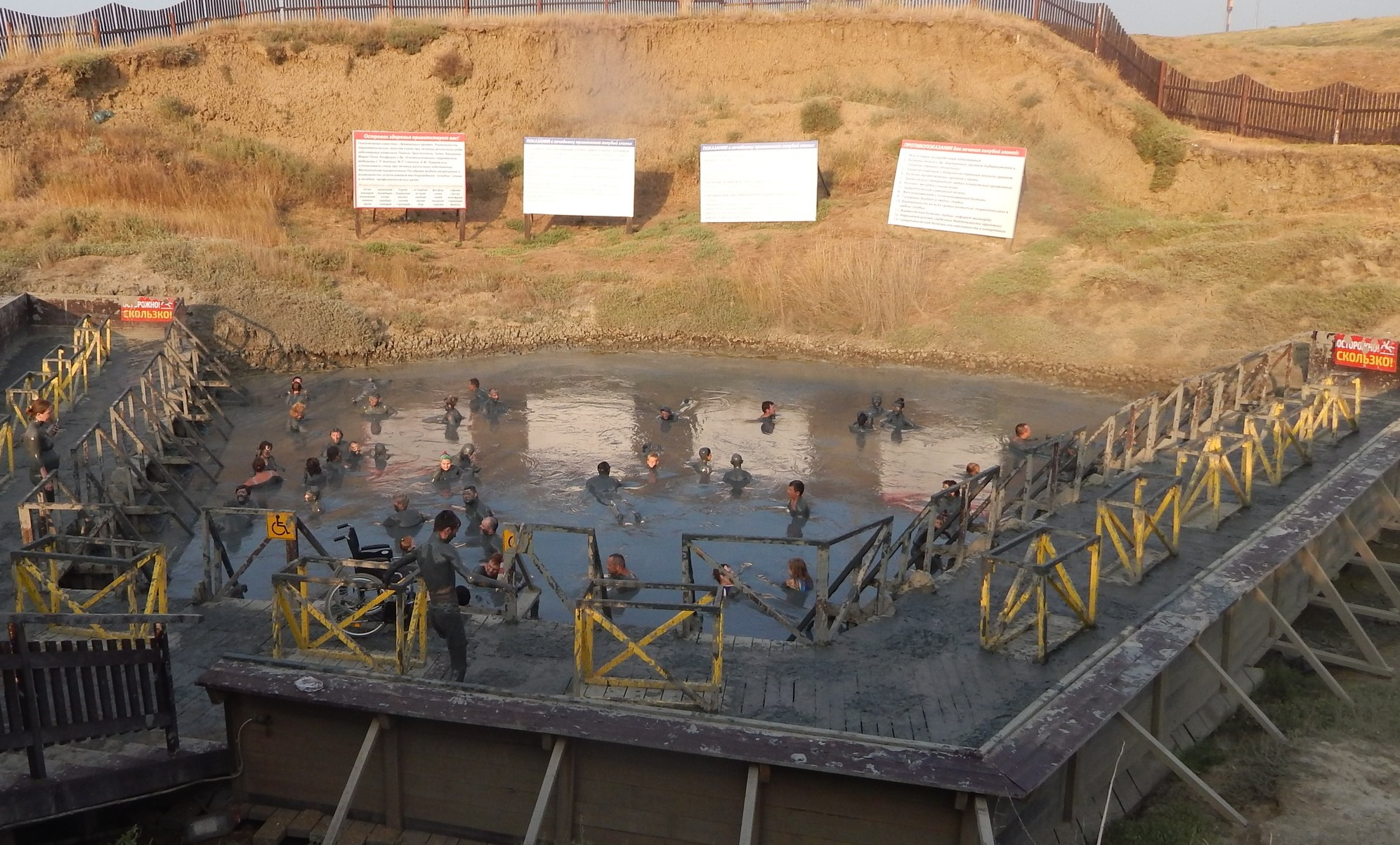
Грязевой вулкан Тиздар в Краснодарском крае

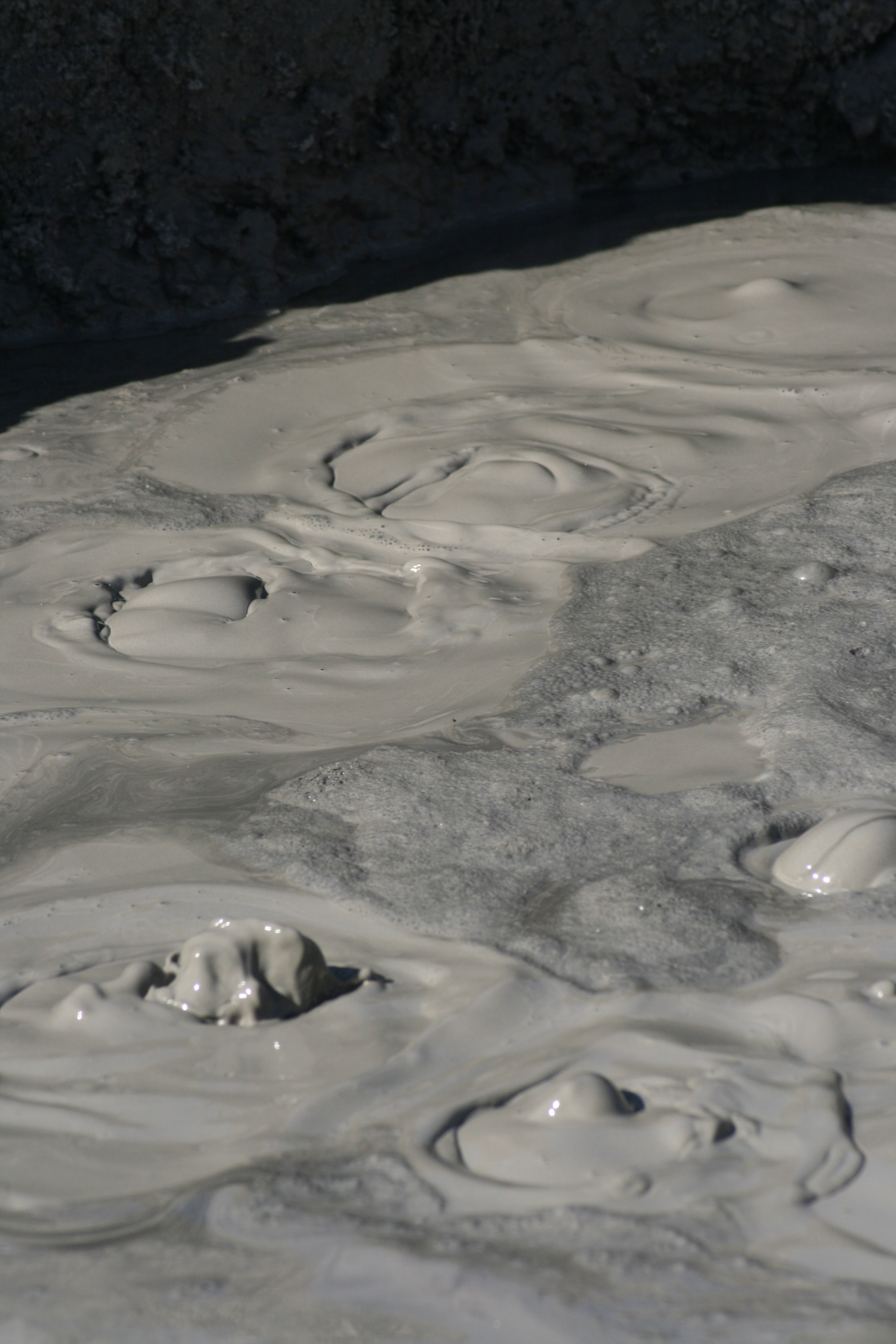
Грязевой вулкан рядом с Солтон-Си

Вулканы подобного типа встречаются в основном в нефтеносных и вулканических областях, часто являются фумаролами, проходящими сквозь слои глины и вулканического пепла. Выделяющиеся вместе с грязью газы могут самовозгораться, образуя факелы.
Распространены в бассейнах Каспийского (Апшеронский полуостров, Западный Туркменистан и восточная Грузия), Чёрного и Азовского морей (Таманский и Керченский полуострова), на острове Сахалин (Южно-Сахалинский и Пугачёвский грязевые вулканы), в Европе (Италия, Исландия), в Новой Зеландии и Америке. Грязевые вулканы Азербайджана, расположенные на Апшероне, были названы порталом CNN Travel одним из 50 природных чудес мира.

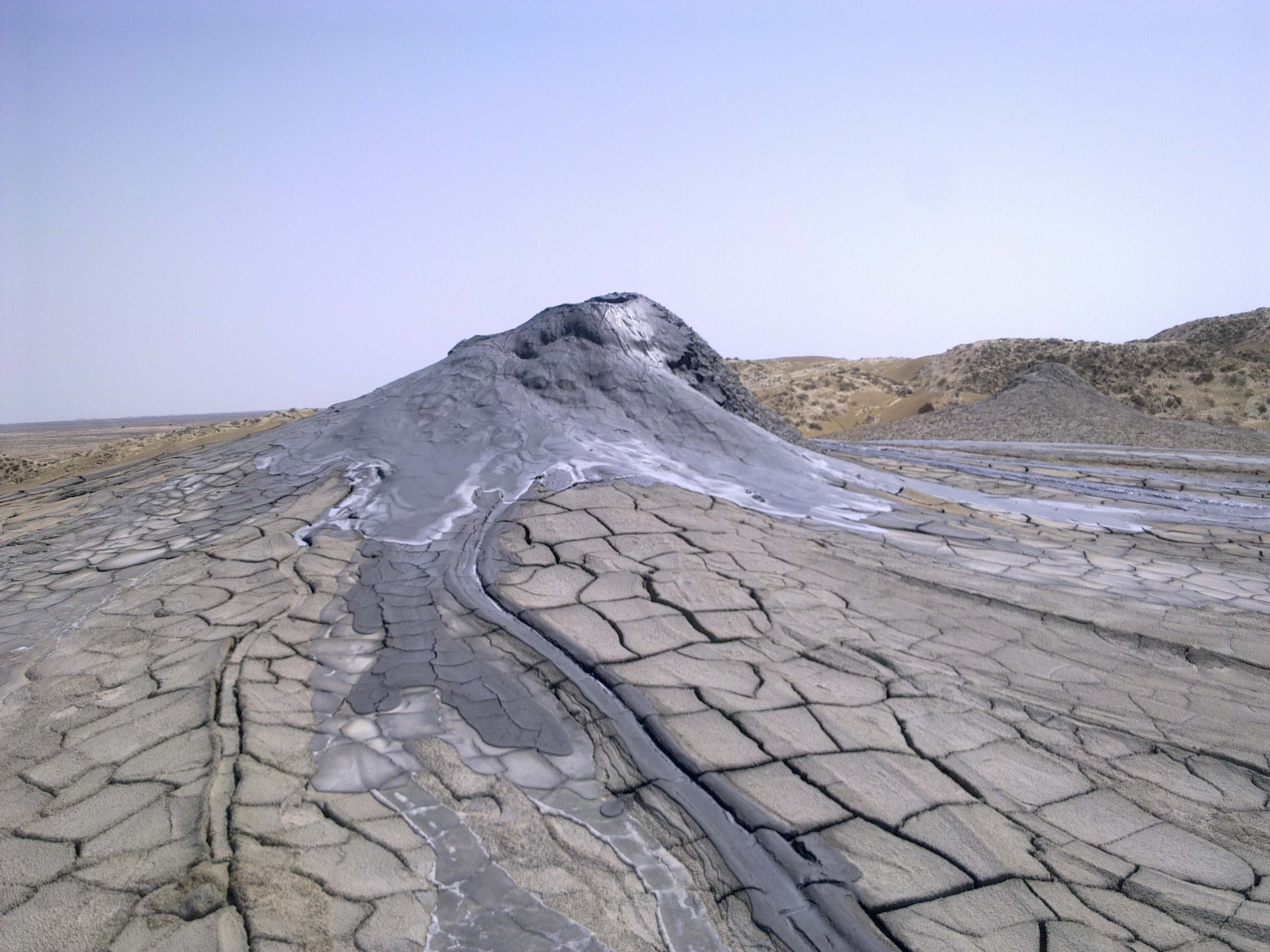
Грязевой вулкан Акпатлавук, Туркменистан

Крупнейшие грязевые вулканы имеют диаметр 10 км и высоту 700 м. При возникновении в заселённых районах могут существенно влиять на хозяйственную деятельность человека, как, например, грязевой вулкан в Сидоарджо, возникший в 2006 году на острове Ява. Среди заметных извержений — извержение вулкана Горелое Пекло (Таманский полуостров) в 1794 году, которое было слышно на расстоянии до 50 километров, извержение грязевого вулкана Локбатан (Азербайджан) в феврале 1935 года, а также извержение грязевого вулкана Большой Боздаг в 1902 году, повлёкшее за собой человеческие жертвы.

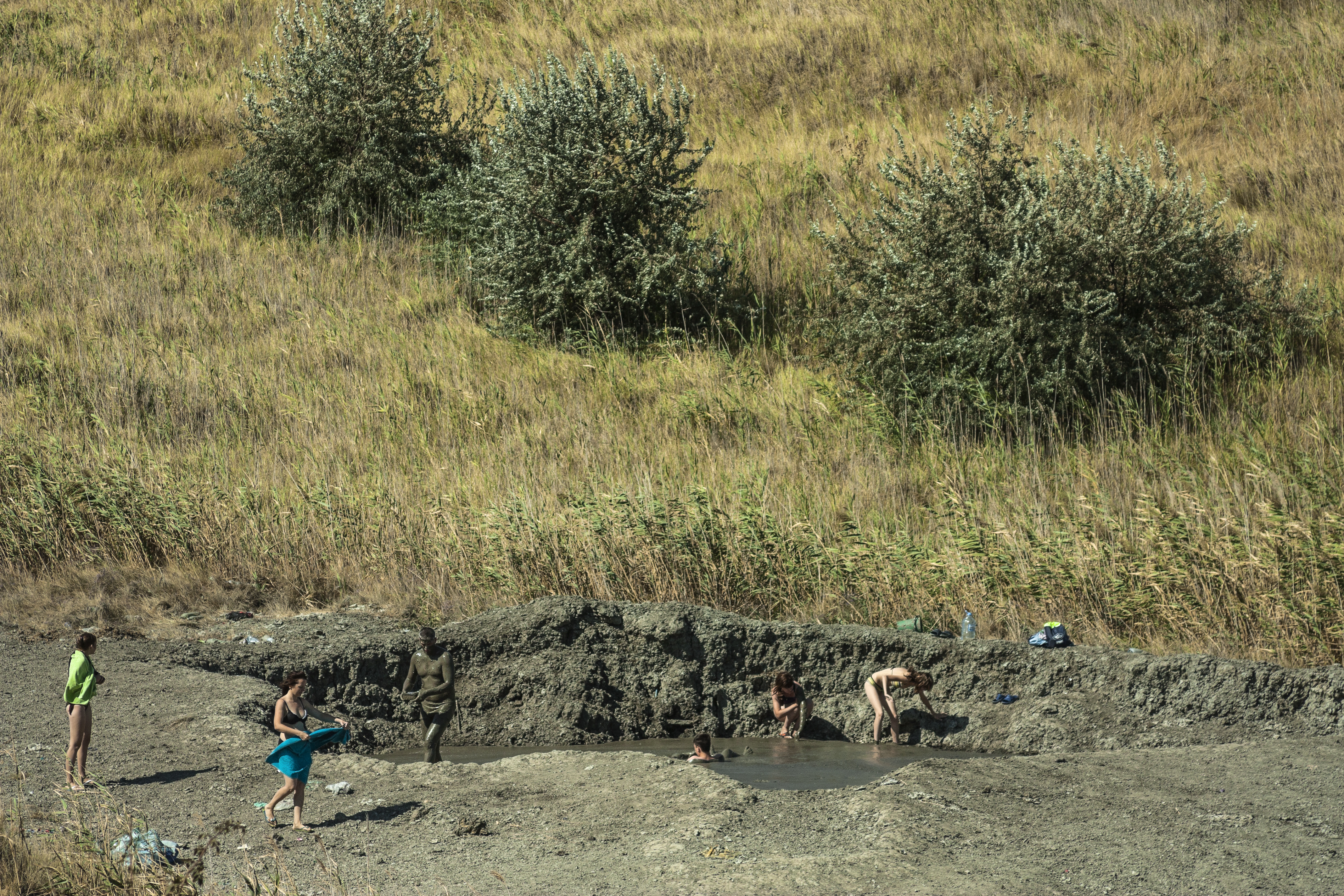
Грязевой вулкан на мысе Пеклы, Темрюкский район, Краснодарского края

На Таманском полуострове известны вулканы на горах Миска и Гнилая в Темрюке, а также вулкан у станицы Голубицкой с лечебной грязью. Менее известен Дубовый Рынок, представляющий собой спящий грязевой вулкан. На мысе Пеклы в 5 км от прибрежного посёлка Кучугуры расположен одноимённый грязевой вулкан, он же Азовское пекло (Плевак). На эти вулканы организуются экскурсии из Анапы и других курортов.
Возможные грязевые вулканы были обнаружены на Марсе.